# 4. Kongress der Vereinigten Staaten
Der 4. Kongress der Vereinigten Staaten tagte zwischen dem 4. März 1795 und dem 3. März 1797, den letzten beiden Amtsjahren von Präsident George Washington. Er trat in der Congress Hall in Philadelphia zusammen. Im Repräsentantenhaus gab es eine Mehrheit für die regierungskritische Demokratisch-Republikanische Partei, im Senat eine Mehrheit für die Washington-unterstützende Föderalistische Partei.

## Bedeutende Gesetzgebung
- 7. März 1796: Der Pinckney-Vertrag trat mit seiner Ratifizierung durch den Senat in Kraft. Damit wurden die Bemühungen der Vereinigten Staaten und Spaniens um freundschaftliche Beziehungen bestärkt und die Grenzen zu den spanischen Kolonien in Nordamerika festgelegt.
- 1. Juni 1796: Der Kongress stimmte der Umwandlung des bundeseigenen Südwest-Territoriums zum 16. Bundesstaat Tennessee zu.

## Parteien
Der 4. Kongress war der erste der Vereinigten Staaten, in dem sich politische Parteien organisiert hatten.

### Repräsentantenhaus
| Partei | Partei                           | Anfang      | Anfang        | Ende        | Ende          |
| Partei | Partei                           | Abgeordnete | Stimmenanteil | Abgeordnete | Stimmenanteil |
| ------ | -------------------------------- | ----------- | ------------- | ----------- | ------------- |
|        | Föderalisten (F)                 | 46          | 43,8 %        | 46          | 43,4 %        |
|        | Demokratisch-Republikanisch (DR) | 59          | 56,2 %        | 60          | 56,6 %        |
|        | Vakant                           | 1           |               | 0           |               |
| Summe  | Summe                            | 105         | 105           | 106         | 106           |

### Senat
| Partei | Partei                           | Anfang    | Anfang        | Ende      | Ende          |
| Partei | Partei                           | Senatoren | Stimmenanteil | Senatoren | Stimmenanteil |
| ------ | -------------------------------- | --------- | ------------- | --------- | ------------- |
|        | Föderalisten (F)                 | 20        | 66,7 %        | 21        | 65,6 %        |
|        | Demokratisch-Republikanisch (DR) | 10        | 33,3 %        | 11        | 34,4 %        |
|        | Vakant                           | 0         |               | 0         |               |
| Summe  | Summe                            | 30        | 30            | 32        | 32            |

## Führung

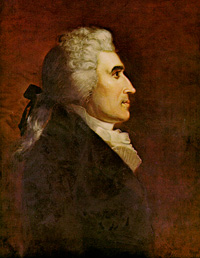
Jonathan Dayton (F) Sprecher des Repräsentantenhauses 1795–1799
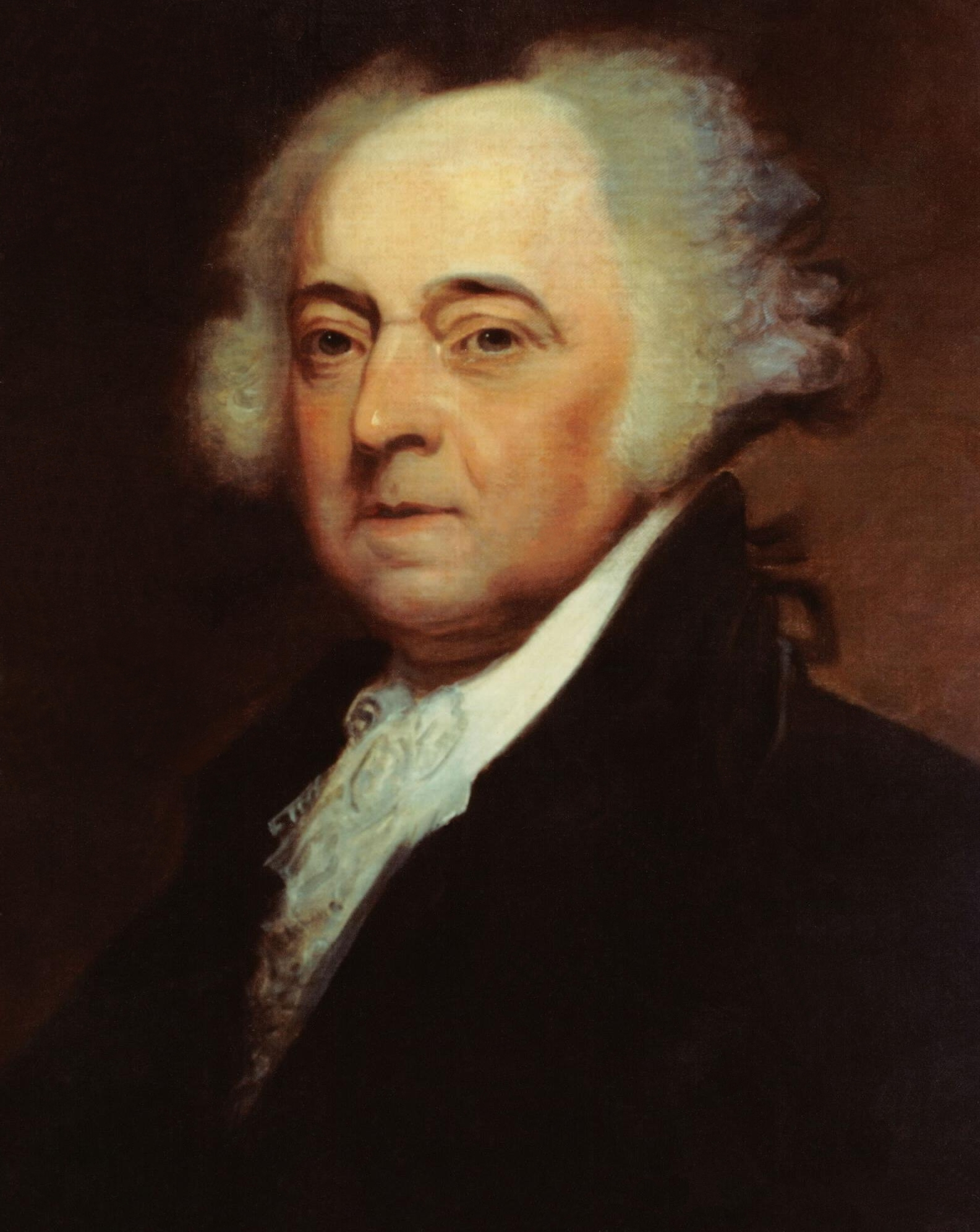
John Adams (F) Präsident des Senats 1789–1797
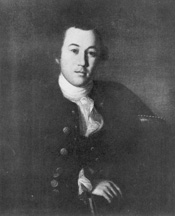
Henry Tazewell (F) Präsident pro tempore des Senats 1795
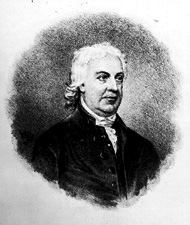
Samuel Livermore (F) Präsident pro tempore des Senats 1796 und 1799
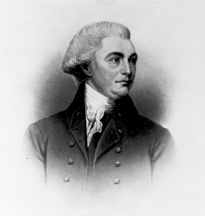
William Bingham (F) Präsident pro tempore des Senats 1797

## Mitglieder

### Repräsentantenhaus
Die Sitze im Repräsentantenhaus wurden auf die Bundesstaaten verteilt und dort alle zwei Jahre von der wahlberechtigten Bevölkerung gewählt. Ob die Sitze über mehrere Wahlkreise verteilt oder gemeinsam besetzt werden, entschied jeder Bundesstaat selbst.
| Connecticut - Joshua Coit (F) - Chauncey Goodrich (F) - Roger Griswold (F) - James Hillhouse (F), bis 1. Juli 1796 - James Davenport (F), ab 5. Dezember 1796 - Nathaniel Smith (F) - Zephaniah Swift (F) - Uriah Tracy (F), bis 13. Oktober 1796 - Samuel W. Dana (F), ab 3. Januar 1797 Delaware - John Patten (DR) Georgia - Abraham Baldwin (DR) - John Milledge (DR) Kentucky - 1. Christopher Greenup (DR) - 2. Alexander D. Orr (DR) Maryland - 1. George Dent (F) - 2. Gabriel Duvall (DR), bis 28. März 1796 - 2. Richard Sprigg (DR), ab 5. Mai 1796 - 3. Jeremiah Crabb (F), bis 1796 - 3. William Craik (F), ab 5. Dezember 1796 - 4. Thomas Sprigg (DR) - 5. Samuel Smith (DR) - 6. Gabriel Christie (DR) - 7. William Hindman (F) - 8. William Vans Murray (F) Massachusetts - 1. Theodore Sedgwick (F), bis 1796 - 1. Thomson J. Skinner (DR), ab 27. Januar 1797 - 2. William Lyman (DR) - 3. Samuel Lyman (F) - 4. Dwight Foster (F) - 5. Nathaniel Freeman, Jr. (F) - 6. John Reed, Sr. (F) - 7. George Leonard (F) - 8. Fisher Ames (F) - 9. Joseph Bradley Varnum (DR) - 10. Benjamin Goodhue (F), bis Juni 1796 - 10. Samuel Sewall (F), ab 7. Dezember 1796 - 11. Theophilus Bradbury (F) - 12. Henry Dearborn (DR) - 13. Peleg Wadsworth (F) - 14. George Thatcher (F) New Hampshire - Abiel Foster (F) - Nicholas Gilman (F) - John Sherburne (DR) - Jeremiah Smith (F) New Jersey - Jonathan Dayton (F) - Thomas Henderson (F) - Aaron Kitchell (F) - Isaac Smith (F) - Mark Thomson (F) New York - 1. Jonathan Havens (DR) - 2. Edward Livingston (DR) - 3. Philip Van Cortlandt (DR) - 4. John Hathorn (DR) - 5. Theodorus Bailey (DR) - 6. Ezekiel Gilbert (F) - 7. John Evert Van Alen (F) - 8. Henry Glen (F) - 9. John Williams (DR) - 10. William Cooper (F) | North Carolina - 1. James Holland (DR) - 2. Matthew Locke (DR) - 3. Jesse Franklin (DR) - 4. Absalom Tatom (DR), bis 1. Juni 1796 - 4. William Strudwick (F), ab 13. Dezember 1796 - 5. Nathaniel Macon (DR) - 6. James Gillespie (DR) - 7. William Barry Grove (F) - 8. Dempsey Burges (DR) - 9. Thomas Blount (DR) - 10. Nathan Bryan (DR) Pennsylvania - 1. John Swanwick (DR) - 2. Frederick Muhlenberg (DR) - 3. Richard Thomas (F) - 4. Vakant bis 18. Januar 1796 - 4. John Richards (DR), ab 18. Januar 1796 - 4. Samuel Sitgreaves (F) - 5. Daniel Hiester (DR), bis 1. Juli 1796 - 5. George Ege (F), ab 8. Dezember 1796 - 6. Samuel Maclay (DR) - 7. John Kittera (F) - 8. Thomas Hartley (F) - 9. Andrew Gregg (DR) - 10. David Bard (DR) - 11. William Findley (DR) - 12. Albert Gallatin (DR) Rhode Island - Benjamin Bourne (F), bis 1796 - Elisha Potter (F), ab 19. Dezember 1796 - Francis Malbone (F) South Carolina - 1. William L. Smith (F) - 2. Wade Hampton (DR) - 3. Lemuel Benton (DR) - 4. Richard Winn (DR) - 5. Robert Goodloe Harper (F) - 6. Samuel Earle (DR) Tennessee - Andrew Jackson (DR), ab 5. Dezember 1796 Vermont - 1. Israel Smith (DR) - 2. Daniel Buck (F) Virginia - 1. Robert Rutherford (DR) - 2. Andrew Moore (DR) - 3. George Jackson (DR) - 4. Francis Preston (DR) - 5. George Hancock (F) - 6. Isaac Coles (DR) - 7. Abraham B. Venable (DR) - 8. Thomas Claiborne (DR) - 9. William Giles (DR) - 10. Carter Harrison (DR) - 11. Josiah Parker (F) - 12. John Page (DR) - 13. John Clopton (DR) - 14. Samuel Cabell (DR) - 15. James Madison (DR) - 16. Anthony New (DR) - 17. Richard Brent (DR) - 18. John Nicholas (DR) - 19. John Heath (DR) Ohne Stimmrecht Südwest-Territorium, später Tennessee - James White, ab 1. Juni 1796 |

### Senat
Senatoren wurden von den Legislativen der Bundesstaaten für Amtszeiten von sechs Jahren gewählt. Die Senatssitze waren in drei annähernd gleich große Klassen aufgeteilt, wovon je eine alle zwei Jahre zur Wahl stand.
| Connecticut - 1. Oliver Ellsworth (F), bis 8. März 1796 - 1. James Hillhouse (F), ab 12. März 1796 - 3. Jonathan Trumbull junior (F), bis 10. Juni 1796 - 3. Uriah Tracy (F), ab 13. Oktober 1796 Delaware - 2. John Vining (F) - 1. Henry Latimer (F) Georgia - 3. James Gunn (F) - 2. James Jackson (DR), bis 1795 - 2. George Walton (F), 16. November 1795 – 20. Februar 1796 - 2. Josiah Tattnall (DR), ab 20. Februar 1796 Kentucky - 2. John Brown (DR) - 3. Humphrey Marshall (F) Maryland - 3. John Henry (F) - 1. Richard Potts (F), bis 24. Oktober 1796 - 1. John Eager Howard (F), ab 30. November 1796 Massachusetts - 2. Caleb Strong (F), bis 1. Juni 1796 - 2. Theodore Sedgwick (F), ab 11. Juni 1796 - 1. George Cabot (F), bis 9. Juni 1796 - 1. Benjamin Goodhue (F), ab 11. Juni 1796 New Hampshire - 3. John Langdon (DR) - 2. Samuel Livermore (F) | New Jersey - 1. John Rutherfurd (F) - 2. Frederick Frelinghuysen (F), bis 12. November 1796 - 2. Richard Stockton (F), ab 12. November 1796 New York - 3. Rufus King (F), bis 23. Mai 1796 - 3. John Laurance (F), ab 9. November 1796 - 1. Aaron Burr (DR) North Carolina - 2. Alexander Martin (DR) - 3. Timothy Bloodworth (DR) Pennsylvania - 1. James Ross (F) - 3. William Bingham (F) Rhode Island - 1. Theodore Foster (F) - 2. William Bradford (F) South Carolina - 2. Pierce Butler (DR), bis 25. Oktober 1796 - 2. John Hunter (DR), ab 8. Dezember 1796 - 3. Jacob Read (F) Tennessee - 2. William Blount (DR), ab 2. August 1796 - 1. William Cocke (DR), ab 2. August 1796 Vermont - 1. Moses Robinson (DR), ab 15. Oktober 1796 - 1. Isaac Tichenor (F), ab 18. Oktober 1796 - 3. Elijah Paine (F) Virginia - 2. Henry Tazewell (DR) - 1. Stevens Mason (DR) |

## Personelle Veränderungen
Im Repräsentantenhaus kam es zu neun Rücktritten, einem Todesfall und einem neuen Sitz, und zwar für den neuen Bundesstaat Tennessee. Im Senat kam es zu zehn Rücktritten, zwei neuen Sitzen, ebenfalls für Tennessee, und einer Zwischenwahl, um einen kommissarisch ernannten Senator zu ersetzen.

## Angestellte
- Architekt: William Thornton

### Repräsentantenhaus
- Clerk: John Beckley
- Sergeant at Arms: Joseph Wheaton
- Pförtner: Thomas Claxton
- Geistlicher: Ashbel Green

### Senat
- Sekretär: Samuel A. Otis
- Sergeant at Arms: James Mathers
- Geistlicher: William White